# Hrabstwo Jerauld
Hrabstwo Jerauld (ang. Jerauld County) – hrabstwo w stanie Dakota Południowa w Stanach Zjednoczonych. Obszar całkowity hrabstwa obejmuje powierzchnię 532,63 mil² (1379,51 km²). Według szacunków United States Census Bureau w roku 2009 miało 1953 mieszkańców.
Hrabstwo powstało w 1883 roku. Na jego terenie znajdują się następujące gminy (townships): Anina, Blaine, Chery, Crow, Crow Lake, Harmony, Logan, Marlar, Media, Pleasant, Viola.

## Miejscowości
- Alpena
- Lane
- Wessington Springs